# Équipe de Corée du Nord des moins de 20 ans de football
Maillots
L'équipe de Corée du Nord des moins de 20 ans ou Corée du Nord U20 est une sélection de footballeurs de moins de 20 ans au début des deux années de compétition placée sous la responsabilité de la Fédération de Corée du Nord de football. Performante au niveau asiatique (5 finales dont 3 victorieuses), elle a plus de difficultés en Coupe du monde, puisque son meilleur résultat est un quart de finale, niveau atteint lors de l'édition 1991, édition particulière puisque c'est une sélection unifiée de Corée, mêlant joueurs nord-coréens et sud-coréens, qui participe à la compétition.

## Palmarès
- Championnat d'Asie :
  - Vainqueur en 1976, 2006 et 2010
  - Finaliste en 1990 et 2014

- Coupe du monde :
  - Quart de finaliste en 1991

## Compétitions internationales

### Résultats en Coupe du monde de football des moins de 20 ans
| Année | Résultat         | MJ               | V                | N                | D                | BP               | BC               | Dif              |
| ----- | ---------------- | ---------------- | ---------------- | ---------------- | ---------------- | ---------------- | ---------------- | ---------------- |
| 1977  | Ne participe pas | Ne participe pas | Ne participe pas | Ne participe pas | Ne participe pas | Ne participe pas | Ne participe pas | Ne participe pas |
| 1979  | Non qualifiée    | Non qualifiée    | Non qualifiée    | Non qualifiée    | Non qualifiée    | Non qualifiée    | Non qualifiée    | Non qualifiée    |
| 1981  | Ne participe pas | Ne participe pas | Ne participe pas | Ne participe pas | Ne participe pas | Ne participe pas | Ne participe pas | Ne participe pas |
| 1983  | Bannie           | Bannie           | Bannie           | Bannie           | Bannie           | Bannie           | Bannie           | Bannie           |
| 1985  | Ne participe pas | Ne participe pas | Ne participe pas | Ne participe pas | Ne participe pas | Ne participe pas | Ne participe pas | Ne participe pas |
| 1987  | Non qualifiée    | Non qualifiée    | Non qualifiée    | Non qualifiée    | Non qualifiée    | Non qualifiée    | Non qualifiée    | Non qualifiée    |
| 1989  | Non qualifiée    | Non qualifiée    | Non qualifiée    | Non qualifiée    | Non qualifiée    | Non qualifiée    | Non qualifiée    | Non qualifiée    |
| 1991  | Quart de finale  | 4                | 1                | 1                | 2                | 3                | 7                | -4               |
| 1993  | Ne participe pas | Ne participe pas | Ne participe pas | Ne participe pas | Ne participe pas | Ne participe pas | Ne participe pas | Ne participe pas |
| 1995  | Ne participe pas | Ne participe pas | Ne participe pas | Ne participe pas | Ne participe pas | Ne participe pas | Ne participe pas | Ne participe pas |
| 1997  | Ne participe pas | Ne participe pas | Ne participe pas | Ne participe pas | Ne participe pas | Ne participe pas | Ne participe pas | Ne participe pas |
| 1999  | Non qualifiée    | Non qualifiée    | Non qualifiée    | Non qualifiée    | Non qualifiée    | Non qualifiée    | Non qualifiée    | Non qualifiée    |
| 2001  | Ne participe pas | Ne participe pas | Ne participe pas | Ne participe pas | Ne participe pas | Ne participe pas | Ne participe pas | Ne participe pas |
| 2003  | Forfait          | Forfait          | Forfait          | Forfait          | Forfait          | Forfait          | Forfait          | Forfait          |
| 2005  | Forfait          | Forfait          | Forfait          | Forfait          | Forfait          | Forfait          | Forfait          | Forfait          |
| 2007  | 1er tour         | 3                | 0                | 2                | 1                | 2                | 3                | -1               |
| 2009  | Non qualifiée    | Non qualifiée    | Non qualifiée    | Non qualifiée    | Non qualifiée    | Non qualifiée    | Non qualifiée    | Non qualifiée    |
| 2011  | 1er tour         | 3                | 0                | 1                | 2                | 0                | 6                | -6               |
| 2013  | Non qualifiée    | Non qualifiée    | Non qualifiée    | Non qualifiée    | Non qualifiée    | Non qualifiée    | Non qualifiée    | Non qualifiée    |
| 2015  | 1er tour         | 3                | 0                | 0                | 3                | 1                | 12               | -11              |
| 2017  | Non qualifiée    | Non qualifiée    | Non qualifiée    | Non qualifiée    | Non qualifiée    | Non qualifiée    | Non qualifiée    | Non qualifiée    |
| 2019  | Non qualifiée    | Non qualifiée    | Non qualifiée    | Non qualifiée    | Non qualifiée    | Non qualifiée    | Non qualifiée    | Non qualifiée    |
| 2023  | Forfait          | Forfait          | Forfait          | Forfait          | Forfait          | Forfait          | Forfait          | Forfait          |
| 2025  | Non qualifiée    | Non qualifiée    | Non qualifiée    | Non qualifiée    | Non qualifiée    | Non qualifiée    | Non qualifiée    | Non qualifiée    |
| Total | 4/23             | 12               | 1                | 4                | 8                | 6                | 28               | -22              |